# Eclipse solar de 9 de março de 2016

Eclipse solar de 9 de março de 2016 visto do espaço

O eclipse solar de 9 de março de 2016 foi um eclipse total visível no Sudeste Asiático, Austrália e Oceano Pacífico. A totalidade foi visível em Sumatra, Bornéu e algumas ilhas do Pacífico. Foi o eclipse número 52 na série Saros 130, com magnitude 1,045.